# Sam Hamad
Sam Hamad, né Samer Hamad-Allah le 17 juin 1958 à Damas, est un ingénieur et homme politique québécois. Il a été député de la circonscription de Louis-Hébert à l'Assemblée nationale du Québec de 2003 à 2017 et membre du caucus libéral. Il a occupé plusieurs postes de ministre dans le gouvernement Charest et est de nouveau ministre dans le gouvernement Couillard, occupant les fonctions de ministre du Travail et ministre responsable de la région de la Capitale-Nationale. Il est président du Conseil du trésor du Québec du 28 janvier au 2 avril 2016, alors qu'il se retire du Conseil des ministres. Il annonce sa démission à titre de député le 27 avril 2017.

## Jeunesse et études
Sam Hamad est né le 17 juin 1958, à Damas, dans une famille aisée de commerçants. Son père meurt lorsqu'il a quatre ans. L'emploi de sa mère pour une firme pharmaceutique suisse lui permet de fréquenter le lycée français, de sorte qu'il parle l'arabe, le français et l'anglais à la fin de ses études. C'est lors d'un voyage en Europe après l'école que Sam Hamad décide d'émigrer. Après quelques autres tentatives infructueuses, il jette son dévolu sur le Canada. Il fait partie d'un petit groupe sélectionné parmi une centaine de jeunes Syriens qui s'étaient rendus à l'ambassade canadienne à Beyrouth pour effectuer une demande d'immigration. Il arrive au Québec à l'âge de 20 ans, à Rivière-du-Loup, où il étudie au Cégep le temps d'une session, avant d'amorcer ses études à l'Université Laval, dont le niveau académique correspond mieux à ses attentes. En 1984, il y obtient un baccalauréat en génie civil, puis une maîtrise en génie civil en 1986. Il est également titulaire d'une maîtrise en gestion, obtenue en 1989 à l'Université du Québec à Trois-Rivières. Bien qu'il vienne de la classe moyenne, ses études au Québec se sont déroulées dans une certaine pauvreté,. C'est après l'université que Samer Hamad-Allah change son nom pour Sam Hamad, dans le but de faciliter son intégration.

## Carrière professionnelle
En 1989, Sam Hamad est engagé par le Groupe Roche, une firme d'ingénérie. Il y devient vice-président principal en 1998 et le restera jusqu'à son saut en politique en 2003,.
Il siège sur le conseil d'administration de l'Ordre des Ingénieurs du Québec pendant trois mandats, de 1992 à 2001. De 2000 à 2001, il est président de la Chambre de commerce et d'industrie du Québec métropolitain. De 2001 à 2003, il siège sur le conseil d'administration de la Chambre de commerce du Québec. Il siège également sur les conseils d'administration de la Fondation de l'Hôpital Laval, de Centraide et de Fondation de Lauberivière, duquel il est président de 1990 à 1993.
Il se retire du tableau de l'Ordre des Ingénieurs en 2014 pour poursuivre une carrière en politique[réf. nécessaire].

## Carrière politique
Sam Hamad se présente pour le Parti libéral dans Louis-Hébert pour les élections de 2003, dans une lutte qui s'annonce serrée. Durant la campagne, le candidat-vedette exprime son ambition d'obtenir un poste de ministre relié à l'économie,. Il l'emporte finalement avec 6270 voix d'avance sur son plus proche opposant, la lobbyiste Line-Sylvie Perron,. Sam Hamad est nommé ministre des Ressources naturelles, de la Faune et des Parcs et ministre responsable de la région de la Capitale-Nationale dans le gouvernement Charest. À la suite de son accession au conseil des ministres, Sam Hamad bénéficie d'un allègement des normes d'éthique du conseil des ministres, une situation qui deviendra récurrente pour le gouvernement Charest. Sa conjointe, qui possède une entreprise de traiteur qui fait régulièrement affaire avec l'État, peut en effet, après une modification décidée par Jean Charest aux directives ayant trait aux conflits d'intérêts, faire affaire avec le gouvernement (excepté avec les organismes sous la responsabilité de son conjoint), ce qui aurait été interdit précédemment. Dans une déclaration d'intérêt, Sam Hamad avait déclaré que ni lui, ni sa conjointe ne possédaient d'entreprise « susceptibles de faire des marchés avec l’État », ce qui, pour Yves Boisvert, pose un problème quant à la transparence et à l'honnêteté du ministre Hamad.
En 2005, à la suite d'un remaniement ministériel, il perd ses portefeuilles, qui reviennent à Pierre Corbeil, qui obtient les Ressources naturelles, et à Michel Després, qui obtient la responsabilité de la capitale nationale. C'est son rôle central dans la promotion du projet de centrale au gaz du Suroît, qui a finalement avorté en 2004 après tergiversation puis revirement du gouvernement devant l'opposition des groupes écologistes et de la population, qui est la raison principale pour cette démotion,. Estimant faire office de bouc-émissaire, il prend amèrement cette rétrogradation et songe même à quitter la politique.
À l'élection générale du 26 mars 2007, Sam Hamad résiste à la vague adéquiste qui atteint particulièrement Québec,, mais voit sa majorité fondre à 816 voix, devant l'adéquiste Jean Norbert. Il est nommé ministre de l'Emploi et de la Solidarité sociale trois semaines plus tard.
Il est également réélu lors de l'élection générale du 8 décembre 2008. Il demeure ministre de l'Emploi et de la Solidarité sociale et devient ministre responsable de la Capitale-Nationale. Le 9 septembre 2009, en plus de sa fonction de ministre de l'Emploi, il devient ministre du Travail en remplacement de David Whissell, qui préfère démissionner comme ministre plutôt que de se débarrasser de ses parts dans une entreprise d'asphaltage,.
Le 11 août 2010, à la suite de modifications à la composition du Conseil des ministres, Hamad est nommé ministre des Transports et conserve le titre de ministre responsable de la région de la Capitale-Nationale.
Le 7 septembre 2011, à la suite de la démission de Nathalie Normandeau, Hamad est nommé ministre du développement économique, et conserve le titre de ministre responsable de la région de la Capitale-Nationale[réf. souhaitée].
Il est réélu comme député de Louis-Hébert lors de l'élection générale du 4 septembre 2012 mais il perd son poste de ministre, le Parti libéral ayant perdu le pouvoir lors de cette élection. Il se retire du tableau de l'Ordre des Ingénieurs en 2014 pour poursuivre sa carrière en politique[réf. nécessaire].
Lors de l'élection générale du 7 avril 2014, il est de nouveau élu député de Louis-Hébert. Le 23 avril 2014, il redevient ministre du Travail et ministre responsable de la région de la Capitale-Nationale. Il quitte ces fonctions, lors du remaniement ministériel du 28 janvier 2016, pour devenir président du Conseil du trésor.

### Controverse et démission
Le 2 avril 2016, Sam Hamad se retire temporairement du Conseil des ministres alors qu'une enquête est en cours à son sujet. Elle est menée par le Commissaire à l'éthique de l'Assemblée nationale à la suite des révélations présentés lors d'une émission d'Enquête de Radio-Canada du 31 mars,,. Grâce à des courriels obtenus par l'équipe d'Enquête, on y apprend que Sam Hamad a effectué des démarches significatives au sein du gouvernement pour faire avancer deux demandes de subvention de Premier Tech, une importante entreprise de Rivière-du-Loup œuvrant dans le domaine des technologies manufacturières et agricoles, tout en rendant compte des délibérations au sein du Conseil du trésor, donnant ainsi à l'entreprise un accès à des informations privilégiées. De leurs côtés, les dirigeants de Premier Tech, dont Marc-Yvan Côté, ont fait des contributions au Parti libéral, ainsi qu'à Sam Hamad directement. L'aide financière qui a été accordée, en mai 2012, était composée d'une subvention de 8,5 millions de $ et d'un prêt sans intérêt de 11,2 millions de $.
Le 7 avril 2016, face à la controverse qu'il a suscitée en se rendant en Floride à la suite de la diffusion de l'émission, Sam Hamad annonce qu'il abandonne définitivement ses postes de président du Conseil du trésor et de ministre responsable de la Capitale-Nationale, disant ne pas vouloir être une distraction pour le gouvernement,. Jugeant n'avoir rien à se reprocher, il affirme qu'il a défendu les demandes de subventions de Premier Tech de la même façon dont il aurait défendu tout autre projet « bon pour l'économie du Québec » et que les contributions politiques des dirigeants de l'entreprise ont été faites de manière indépendante.
Dans son rapport rendu le 8 juin, le Commissaire conclut que Sam Hamad « a été plus qu'imprudent en contrevenant aux principes éthiques de base dans la gestion des fonds publics », sans toutefois recommander de sanctions. Pour sa part, le vérificateur général du Québec a soulevé des lacunes au niveau de l'analyse des dépenses reliées au projet d'investissement de Premier Tech. Ce dernier rapporte en effet qu'« aucune analyse approfondie et documentée de la nature des dépenses du projet de Premier Tech n’a été effectuée par le MESI conjointement avec IQ. » Les critiques contenues dans une note rédigée par le Secrétariat du Conseil du trésor soulignant le « caractère trop général » de certaines dépenses et la présence de certaines dépenses courantes dans le projet présenté par Premier Tech « n’ont pas été [reflétées] dans la recommandation émise par le Conseil du trésor ». Le vérificateur général conclut également que des erreurs ont été faites dans l'évaluation de la rentabilité de l'aide financière du gouvernement à l'entreprise (en considérant les recettes fiscales supplémentaires engendrées par l'investissement), de telle sorte que le projet n'était finalement pas rentable pour le gouvernement. Comme le commissaire à l'éthique, le vérificateur déplore aussi l'absence de transparence et de motifs par rapport à la majoration de la portion non remboursable de l'aide financière de 7,5 à 8,5 millions de $,.
Sam Hamad démissionne comme député le 27 avril 2017.

## Après la politique
Peu après sa démission en tant que député, il est engagé à titre de vice-président par Globatech, une firme de Québec offrant divers services techniques dans le secteur de l'immobilier.

## Politique municipale
Il se présente aux élections municipales de 2025 à Québec comme candidat à la mairie, contre le projet de Tramway de Québec.

## Vie privée
En 2004, Sam Hamad a été au repos forcé durant quelques mois pour traiter une tricholeucémie, une forme rare de leucémie.